# (5435) Kameoka
(5435) Kameoka (1990 BS1) – planetoida z pasa głównego asteroid okrążająca Słońce w ciągu 5,59 lat w średniej odległości 3,15 j.a. Odkryta 21 stycznia 1990 roku.